# Lofn
Lofn er kærlighedsgudinde i den nordiske mytologi. Hendes hverv er at bane vejen for ægte kærlighed. Desuden er hun terne hos Frigg. I forbindelse med ægte kærlighed er der naturligvis ikke nødvendigvis tale om ægteskab. Hvis der er tale om indgåelse af ægteskab er det væsentligt at vide at man blev viet i Vårs navn. Påkaldelse af Lofn kan give mand og kvinde tilladelse hos Odin eller Frigg, til kønslig samkvem med hinanden, selv hvor det ellers er forbudt, altså bl.a. selvom der ikke er indgået ægteskab, eller hvis ægteskab ikke kan/må indgås. Måske er det engelske ord og begreb: Love, inspireret af denne Asynje.